# San Marco Ferrari KD800
Pour les articles homonymes, voir San Marco, Ferrari, KD et 800.
Le San Marco Ferrari KD800 est un bateau de course runabout italien historique « modèle unique » de 1957, de type hydroptère, propulsé par un moteur V12 de Formule 1 de Ferrari 375 MM scuderia Ferrari.

## Historique
Ce bateau de course monoplace de catégorie 800 kg est inspiré et décliné du précédent Ferrari Arno XI de 1953. Il est conçu par le constructeur de bateaux milanais San Marco (Cantieri Navali San Marco Milano) du lac de Côme, pour son client italien Guido Monzino (qui achète la villa Balbianello en 1974), avec une ossature bois, une carrosserie inspirée des Ferrari 375 Indy 500, une coque hydroptère en contreplaqué marine et un placage en acajou verni. 

Musée Enzo-Ferrari de Modène
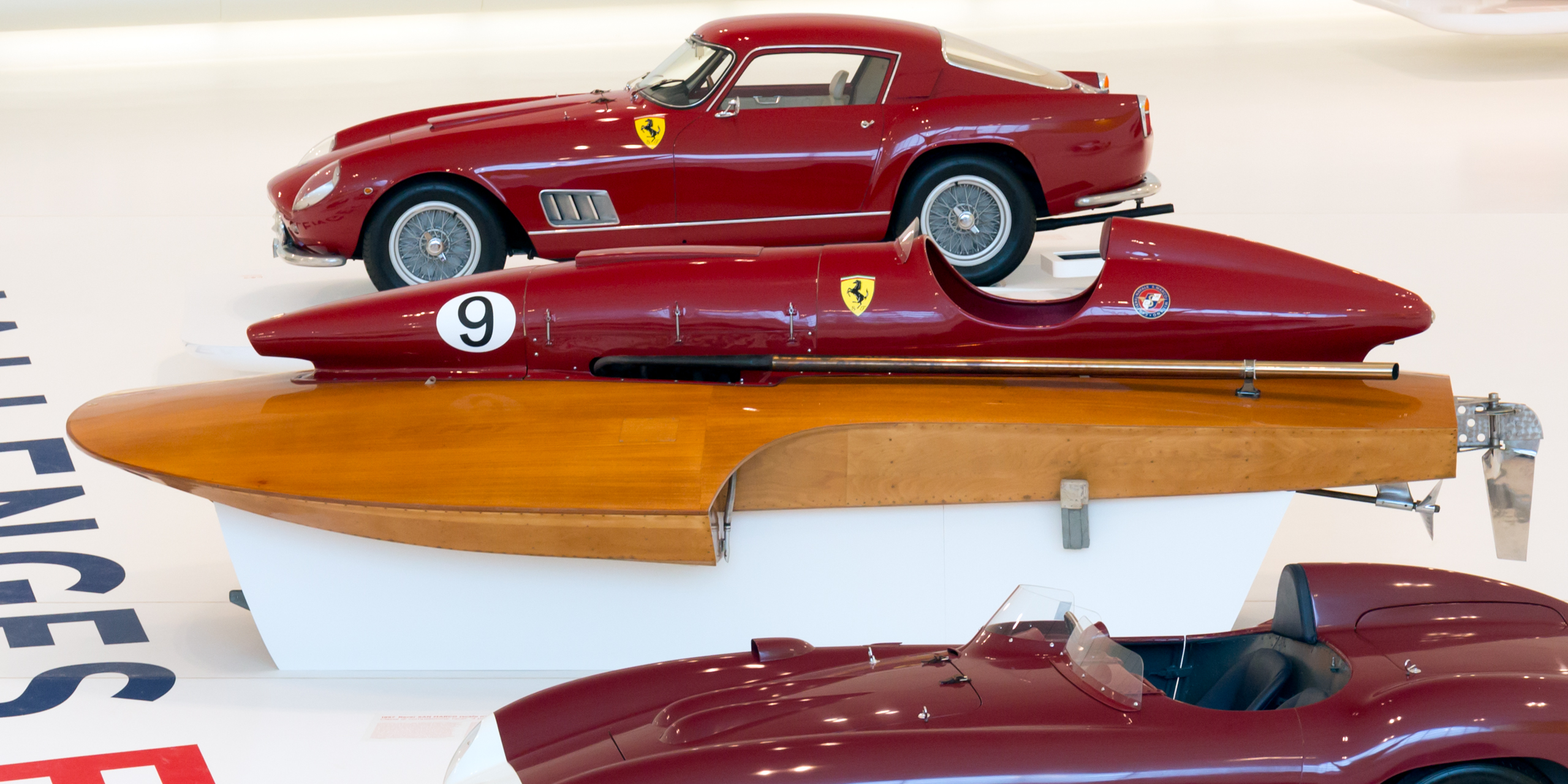
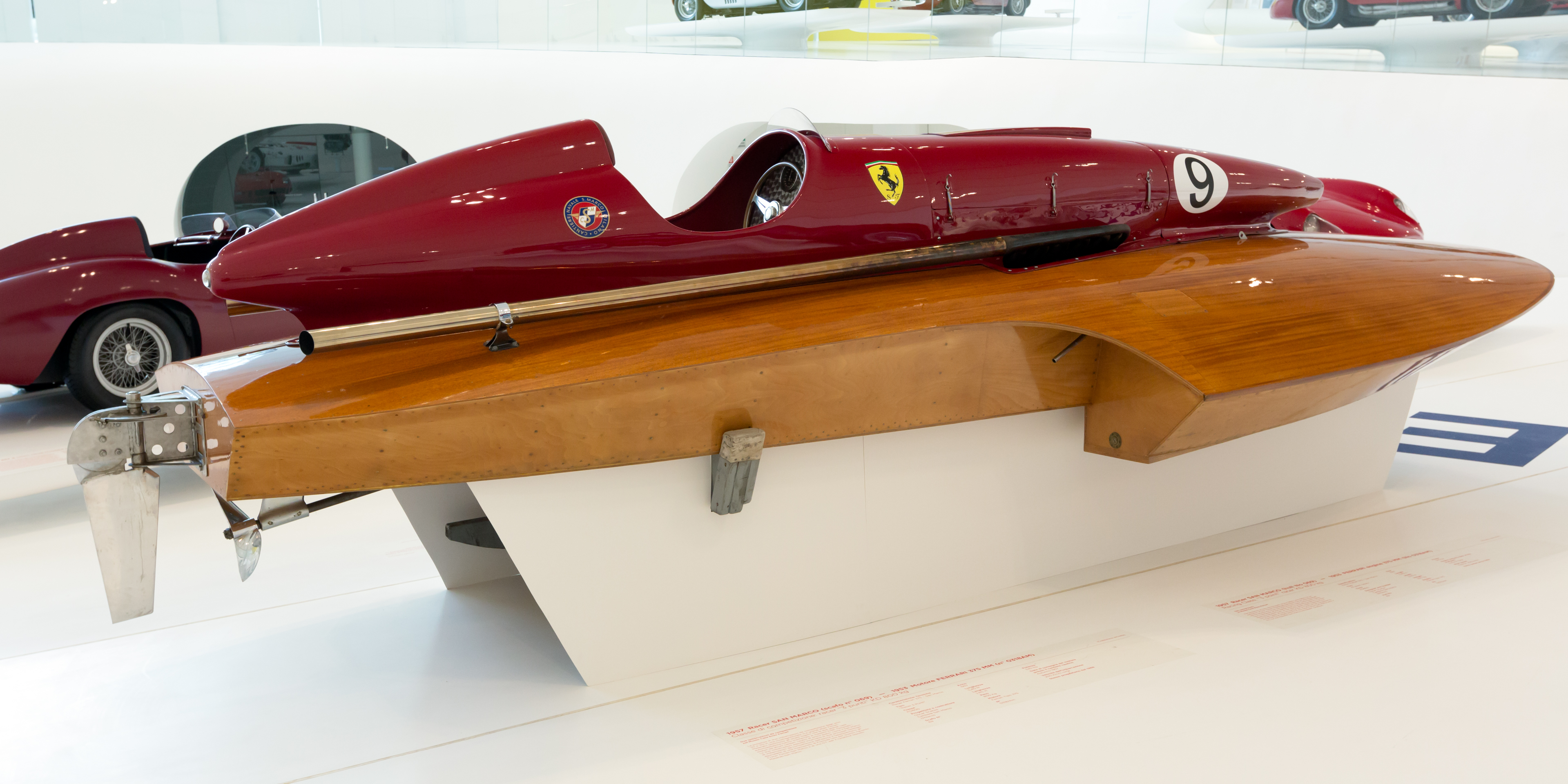

Il est propulsé par un moteur V12 de 4,5 L de 340 ch de Ferrari 375 MM (Mille Miglia) Scuderia Ferrari (championne du monde des voitures de sport 1953, déclinée des Ferrari 375 de Formule 1) pour une vitesse de 121 nœuds (plus de 220 km/h),.

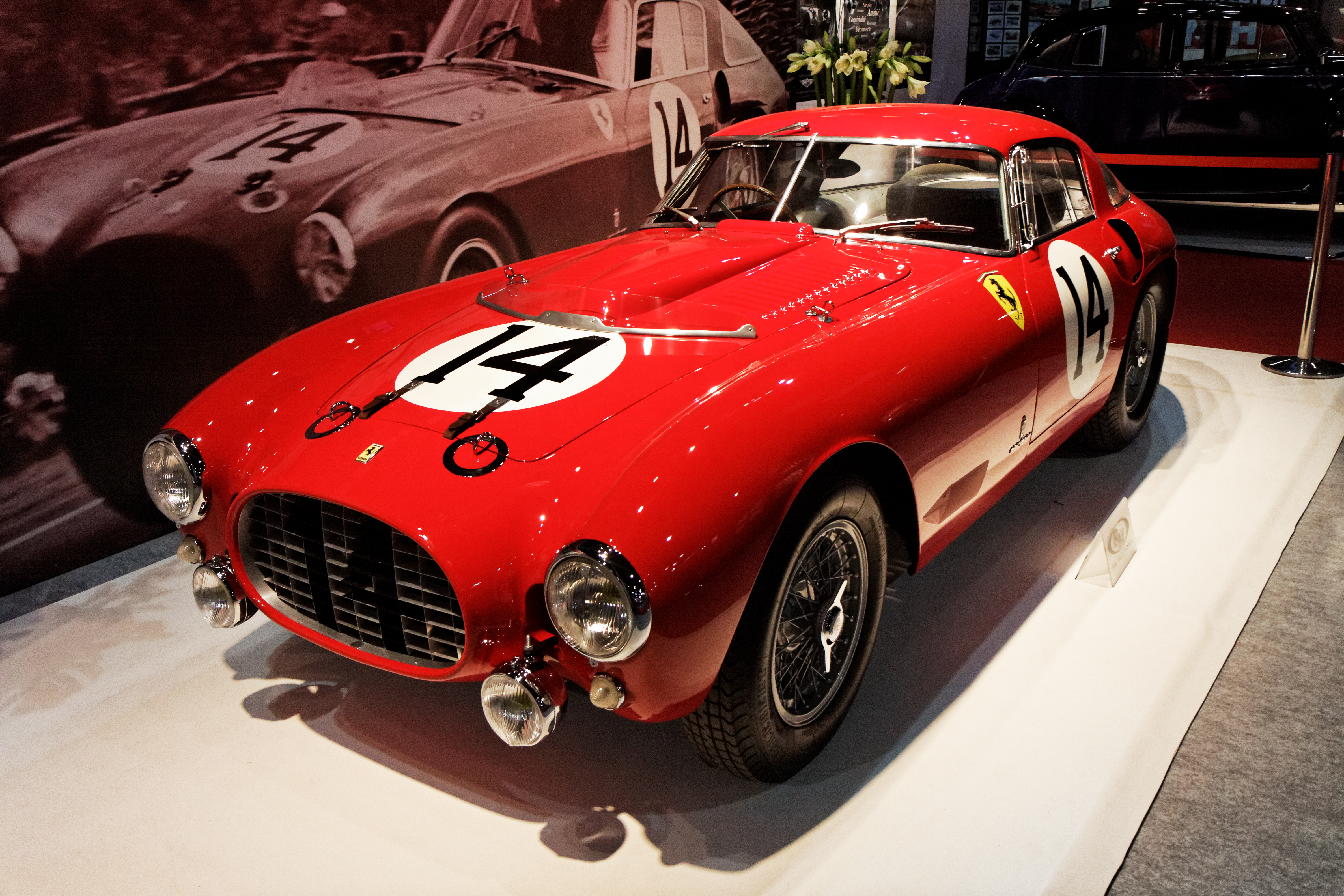
Ferrari 375 MM (1953)
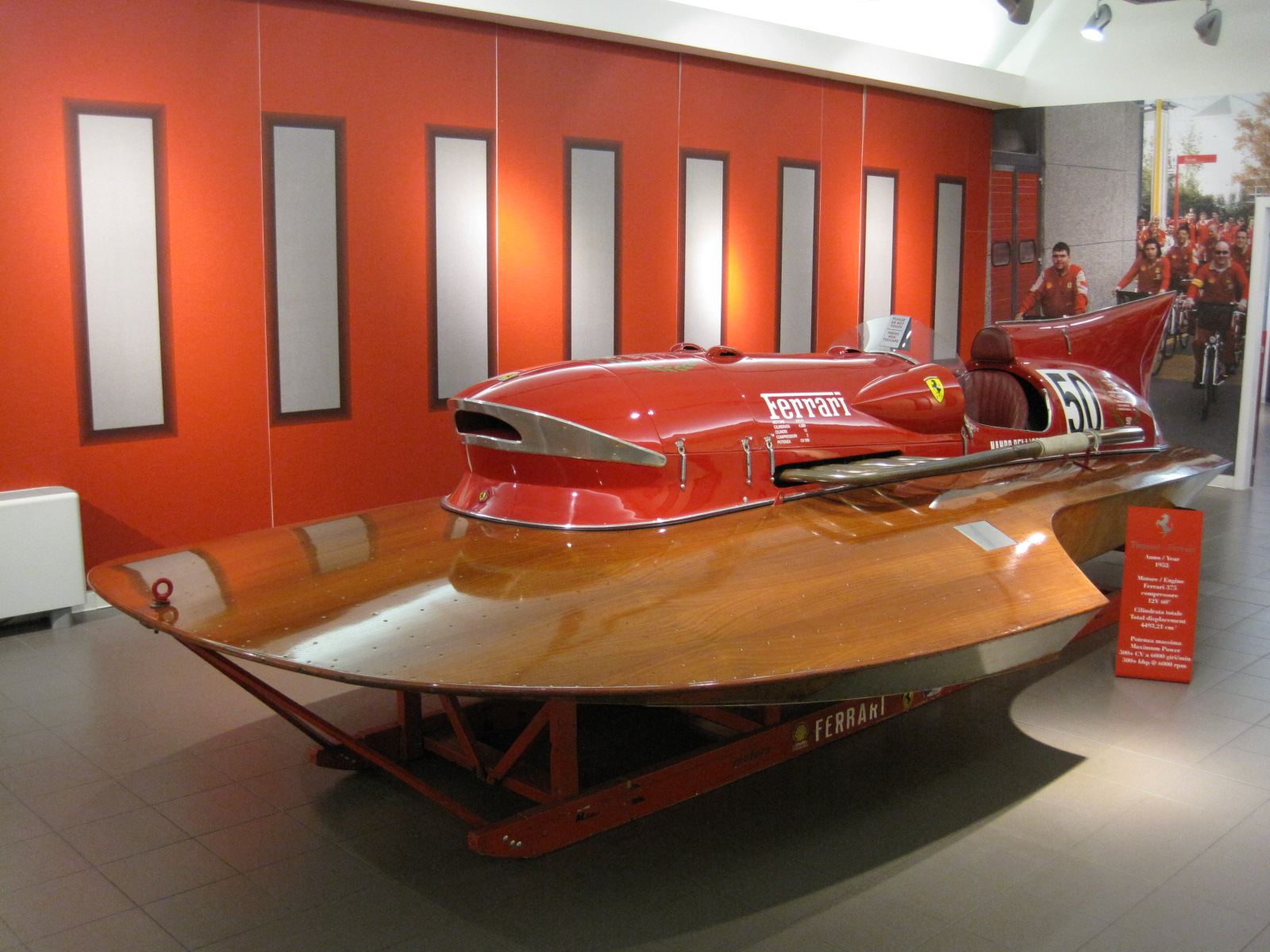
Ferrari Arno XI (1953)

Il est depuis racheté et restauré par divers propriétaires, et exposé un temps au musée Enzo-Ferrari de Modène. 